# 재령이씨 영해파 종가 고문서
재령이씨 영해파 종가 고문서(載寧李氏 寧海派 宗家 古文書)는 경상북도 안동시 도산면 한국국학진흥원에 있는, 재령 이씨 영해파 종가에서 소장하고 있는 문서들로, 총 12종 403점이다. 1986년 10월 15일 대한민국의 보물 제876호로 지정되었다.

## 개요
재령이씨 영해파 종가 고문서(載寧李氏 寧海派 宗家 古文書)는 재령 이씨 영해파 종가에서 소장하고 있는 문서들로, 총 12종 403점이다.
이것들은 대부분 고문서들로서 자녀들에게 재산을 나누어주면서 작성한 문서인 분재기 57점, 호구(戶口)사항을 적어놓은 호적단자 84점, 명문 179점, 일반 백성들이 관에 제출하는 진정서인 소지 49점, 남녀가 결혼할 때 양쪽 집안에서 주고 받는 글인 예상지 15점, 과거에 응시했던 시험지인 시권 4점, 한 집안에서나 같은 일을 하는 사람들끼리 공지사항을 전달하는 문서인 통문 3점, 관에서 일반 백성들에게 어떤 사실을 알리거나 특전을 부여할 때 확인하는 문서인 완문 3점 등이다. 이밖에도 소장된 문서는 사령장 입안을 요청하는 소지, 상량문 등 500여 건에 달한다.
이것들은 재령 이씨 가문을 파악하는데 있어 매우 중요한 자료로 평가된다.

## 지정 목록
| 번호     | 사진 | 명칭                                                                            | 소재지                                        | 관리자 (단체)  | 지정일                | 참조 |
| 876-1호  |      | 재령이씨 영해파 종가 고문서 - 명문 (載寧李氏 寧海派 宗家 古文書 - 明文)         | 경북 안동시 도산면 퇴계로 1997 한국국학진흥원 | 한국국학진흥원 | 1986년 10월 15일 지정 |      |
| 876-2호  |      | 재령이씨 영해파 종가 고문서 - 분재기 (載寧李氏 寧海派 宗家 古文書 - 分財記)     | 경북 안동시 도산면 퇴계로 1997 한국국학진흥원 | 한국국학진흥원 | 1986년 10월 15일 지정 |      |
| 876-3호  |      | 재령이씨 영해파 종가 고문서 - 호적단자 (載寧李氏 寧海派 宗家 古文書 - 戶籍單子) | 경북 안동시 도산면 퇴계로 1997 한국국학진흥원 | 한국국학진흥원 | 1986년 10월 15일 지정 |      |
| 876-4호  |      | 재령이씨 영해파 종가 고문서 - 소지 (載寧李氏 寧海派 宗家 古文書 - 所志)         | 경북 안동시 도산면 퇴계로 1997 한국국학진흥원 | 한국국학진흥원 | 1986년 10월 15일 지정 |      |
| 876-5호  |      | 재령이씨 영해파 종가 고문서 - 시권 (載寧李氏 寧海派 宗家 古文書 - 試券)         | 경북 안동시 도산면 퇴계로 1997 한국국학진흥원 | 한국국학진흥원 | 1986년 10월 15일 지정 |      |
| 876-6호  |      | 재령이씨 영해파 종가 고문서 - 예장지 (載寧李氏 寧海派 宗家 古文書 - 禮狀紙)     | 경북 안동시 도산면 퇴계로 1997 한국국학진흥원 | 한국국학진흥원 | 1986년 10월 15일 지정 |      |
| 876-7호  |      | 재령이씨 영해파 종가 고문서 - 통문 (載寧李氏 寧海派 宗家 古文書 - 通文)         | 경북 안동시 도산면 퇴계로 1997 한국국학진흥원 | 한국국학진흥원 | 1986년 10월 15일 지정 |      |
| 876-8호  |      | 재령이씨 영해파 종가 고문서 - 완문 (載寧李氏 寧海派 宗家 古文書 - 完文)         | 경북 안동시 도산면 퇴계로 1997 한국국학진흥원 | 한국국학진흥원 | 1986년 10월 15일 지정 |      |
| 876-9호  |      | 재령이씨 영해파 종가 고문서 - 완의문 (載寧李氏 寧海派 宗家 古文書 - 完議文)     | 경북 안동시 도산면 퇴계로 1997 한국국학진흥원 | 한국국학진흥원 | 1986년 10월 15일 지정 |      |
| 876-10호 |      | 재령이씨 영해파 종가 고문서 - 입안문 (載寧李氏 寧海派 宗家 古文書 - 立案文)     | 경북 안동시 도산면 퇴계로 1997 한국국학진흥원 | 한국국학진흥원 | 1986년 10월 15일 지정 |      |
| 876-11호 |      | 재령이씨 영해파 종가 고문서 - 입의문 (載寧李氏 寧海派 宗家 古文書 - 立議文)     | 경북 안동시 도산면 퇴계로 1997 한국국학진흥원 | 한국국학진흥원 | 1986년 10월 15일 지정 |      |
| 876-12호 |      | 재령이씨 영해파 종가 고문서 - 이문 (載寧李氏 寧海派 宗家 古文書 - 移文)         | 경북 안동시 도산면 퇴계로 1997 한국국학진흥원 | 한국국학진흥원 | 1986년 10월 15일 지정 |      |

## 참고 자료
- 재령이씨 영해파 종가 고문서 - 국가유산청 국가유산포털